# Мішель Флурной
Мішель Анжеліка Флурной (англ. Michèle Angelique Flournoy; нар. 14 грудня 1960, Лос-Анджелес, Каліфорнія) — американська політична діячка та держслужбовиця.

## Біографія
Навчалась у Гарварді та Оксфорді. З 1989 до 1993 року була науковою співробітницею програми з міжнародної безпеки Школи державного управління Джона Ф. Кеннеді.
У 90-х працювала в Міністерстві оборони при адміністрації Клінтона, обіймала посаду заступниці помічника міністра оборони зі стратегії. На цій посаді вона відповідала за три сфери: стратегію; вимоги, плани та протидію; Росію, Україну та євразійські справи.
Пізніше стала професором в Університеті національної оборони, перш ніж перейти до Центру стратегічних і міжнародних досліджень, і, зрештою, Центру нової американської безпеки, який очолила 2007 року.
Член Демократичної партії, Флурной повернулась до Пентагону 2009 року, коли новий президент США Барак Обама призначив її заступницею міністра оборони з політичних питань. Залишила посаду 2012 року.
Член Ради з міжнародних відносин і радник Boston Consulting Group, Флурной входить до декількох рад директорів, включно з Атлантичною радою. 
Одружена, має трьох дітей.